# Titanoides
Titanoides es un género de mamífero extinto de suborden Pantodonta, que vivió durante el Paleoceno en América del Norte, hace unos 60 millones de años. Vivió sobre todo en la zona de Dakota del Norte, cuando la zona estaba ocupada por pantanos subtropicales.
Titanoides tenía cierto parecido a un oso. Medía 1,5 m de longitud y su peso oscilaba entre los 90 y los 130 kilos. Es uno de los más antiguos mamíferos terciarios del orden de los pantodonta. Sus patas eran cortas y fuertes, especialmente las delanteras, con cinco dedos y unas garras poderosas, que utilizaba probablemente para buscar raíces. Es poco probable que utilizara las garras para defenderse, ya que Titanoides era el mayor depredador de su época. El cráneo era excepcionalmente grande, aunque la cavidad craneal era pequeña, y poseía cuatro dientes caninos grandes, que posiblemente utilizara para defenderse o arrancar raíces.